# Tracked by Bloodhounds; or, A Lynching at Cripple Creek
Tracked by Bloodhounds; or, A Lynching at Cripple Creek je americký němý film z roku 1904. Režisérem je Harry Buckwalter (1867–1930). Film je dlouhý 137,16 metrů.

## Děj
Tulák zabije pohostinnou ženu a uteče z místa činu. Vraha však začne vzápětí z pomsty pronásledovat její manžel, který ho s rozhněvaným davem vystopuje a zlynčuje.